# Championnat du Chili de football 1937
Navigation
Saison précédente Saison suivante
La saison 1937 du Championnat du Chili de football est la cinquième édition du championnat de première division au Chili. Les sept clubs participants sont regroupés au sein d'une poule unique où ils s'affrontent deux seule fois au cours de la saison, à domicile et à l'extérieur. À la fin de la compétition, le dernier du classement est relégué et remplacé par le meilleur club de Segunda División.
C'est le club de Colo Colo qui remporte la compétition, après avoir terminé en tête du classement final, avec cinq points d'avance sur un duo composé de Deportes Magallanes et d'Unión Española. C'est le tout premier titre de champion du Chili de l'histoire du club.

## Les clubs participants
| - Deportes Magallanes - Colo Colo - Santiago Badminton FC - Santiago Wanderers - Promu de Segunda División | - Unión Española - Audax Italiano - Club de Deportes Santiago Morning |

## Compétition
Le barème utilisé pour établir le classement est le suivant :
- Victoire : 2 points
- Match nul : 1 point
- Défaite : 0 point

### Classement
| Rang | Équipe                | Pts | J  | G | N | P  | Bp | Bc | Diff |
| ---- | --------------------- | --- | -- | - | - | -- | -- | -- | ---- |
| 1    | Colo-Colo             | 21  | 12 | 9 | 3 | 0  | 47 | 20 | +27  |
| 2    | Deportes Magallanes   | 16  | 12 | 7 | 2 | 3  | 38 | 32 | +6   |
| 3    | Unión Española        | 16  | 12 | 8 | 0 | 4  | 22 | 21 | +1   |
| 4    | CD Santiago Morning   | 13  | 12 | 6 | 1 | 5  | 38 | 33 | +5   |
| 5    | Audax Italiano        | 12  | 12 | 5 | 2 | 5  | 33 | 34 | -1   |
| 6    | Santiago Badminton FC | 6   | 12 | 2 | 2 | 8  | 31 | 49 | -18  |
| 7    | Santiago Wanderers P  | 0   | 12 | 0 | 0 | 12 | 17 | 37 | -20  |

|  | Champion du Chili 1937                 |
|  | Relégation directe en Segunda División |

## Bilan de la saison
| Championnat du Chili de football 1937 |                         |
| Champion                              | Colo Colo (1er titre)   |
| Promotions et relégations             |                         |
| Promus en Primera División            | CF Universidad de Chile |
| Relégués en Segunda División          | Santiago Wanderers      |